# Lao Shan
Lao Shan (chinesisch 嶗山 / 崂山, Pinyin Láo Shān, englisch: Mount Lao, veraltet nach Lessing-Othmer Lauschan) ist ein 30 Kilometer östlich von Qingdao in der ostchinesischen Provinz Shandong gelegenes Gebirge. Es ist eine bedeutende Stätte des religiösen Daoismus in China und liegt im Qingdao Laoshan National Park.
Ein bedeutender daoistischer Tempel ist der Taiqing Gong (太清宮 / 太清宫, englisch Supreme Clarity Temple – „Palast der höchsten Klarheit“).

## Weiteres
Das Bier der Tsingtao Brauerei wird mit Laoshan Quellwasser gebraut.
Lao Shan ist außerdem berühmt für seinen Grünen Tee.